# Gorzów Wielkopolski
Gorzów Wielkopolski (pronunție în poloneză ['gɔʐuv vʲelkɔ'pɔlski] ⓘ; abreviere Gorzów Wlkp.; în germană Landsberg an der Warthe) este un municipiu în Polonia, una dintre două reședințe a voievodatului Lubusz (cea a 2-a fiind Zielona Góra). Are o populație de 125 416 locuitori și suprafață de 86 km².

## Orașe înfrățite
- Cava de' Tirreni - Italia